# Уэллс, Саймон
Саймон Уэллс (англ. Simon Wells, род. 19 октября 1961, Кембридж, Великобритания) — американский художник и режиссёр анимационных и художественных фильмов британского происхождения. Правнук Герберта Уэллса.

## Биография
Профессиональное образование получил в Политехническом институте в Лестере (с 1992 г. — Университет де Монфор), где изучал аудиовизуальный дизайн.
Затем художник начал работать на анимационной студии Ричарда Уильямса. Первой работой в большом кино для Уэллса стало участие в создании фильма «Кто подставил кролика Роджера» Роберта Земекиса (1988), где он был одним из главных аниматоров. Также Уэллс сотрудничал с Земекисом на съемках сиквелов фильма «Назад в будущее».
С 1989 по 1995 год работал на лондонской студии Стивена Спилберга Amblimation, где снял три полнометражных мультфильма: «Американская сказка 2: Фейвел едет на Запад» (1991), «Мы вернулись! История динозавра» (1993) и «Балто» (1995). В 1995 году Саймон Уэллс переехал в США и стал сотрудником анимационного подразделения DreamWorks SKG, где в 1998 году совместно с Брендой Чапман и Стивом Хикнером поставил мультфильм «Принц Египта». Уэллс также написал сценарий сиквела фильма «Каспер», но проект был отменён.
В 2002 году Саймон Уэллс выступил в качестве режиссёра игрового фильма, поставив игровую крупнобюджетную научно-фантастическую картину «Машина времени» по одноимённой книге своего прадеда. В 2011 году на студии Disney режиссёр по собственному сценарию (в соавторстве с женой Венди Уэллс и с Беркли Бризедом) снял анимационный фильм «Тайна красной планеты», который продюсировал Роберт Земекис.
Также Уэллс является раскадровщиком многих анимационных фильмов DreamWorks Animation SKG.

## Личная жизнь
У Саймона и Венди Уэллс две дочери — Мередит и Тиган.

## Фильмография

### Режиссёрские работы
- 1991: «Американская сказка 2: Файвел едет на запад» / An American Tail: Fievel Goes West, мультфильм
- 1993: «Мы вернулись! История динозавра» / We’re Back! A Dinosaur’s Story, мультфильм
- 1995: «Балто» / Balto, мультфильм
- 1998: «Принц Египта» / The Prince of Egypt, мультфильм
- 2002: «Машина времени» / The Time Machine
- 2011: «Тайна красной планеты» / Mars Needs Moms, мультфильм

### Автор сценария
- 2000: «Побег из курятника» / Chicken Run, мультфильм
- 2011: «Тайна красной планеты» / Mars Needs Moms, мультфильм